# Corbie
Corbie là một xã thuộc tỉnh Somme trong vùng Hauts-de-France miền bắc nước Pháp.

## Thành phố kết nghĩa
- Höxter, Đức
- Pickering, Đảo Anh